# Nuno Morais Sarmento
Nuno de Albuquerque de Morais Sarmento GOIH (Lisboa, São Sebastião da Pedreira, 31 de janeiro de 1961) é um advogado e político português.

## Biografia
Originário de Lisboa, Nuno Morais Sarmento licenciou-se em Direito, pela Faculdade de Direito da Universidade Católica Portuguesa, em 1984. 
Antes, concluíra os estudos secundários no Liceu Camões, onde integrou a primeira Associação de Estudantes legalizada após o 25 de abril de 1974. 
Praticou boxe de competição no Sporting Clube de Portugal, sendo de ha varios anos um praticante de mergulho.
Advogado, foi, por vários anos, advogado e sócio na sociedade de advogados PLMJ - A. M. Pereira, Sáragga Leal, Oliveira Martins, Júdice & Associados, R.L., com sede em Lisboa. 
Foi igualmente assessor jurídico do Gabinete do Alto Comissariado do Programa Nacional de Prevenção da Toxicodepência - Projecto Vida e administrador do Centro de Medicina de Reabilitação de Alcoitão, pertencente à Santa Casa da Misericórdia de Lisboa.
Militante da Juventude e, posteriormente, do Partido Social Democrata, foi eleito vicepresidente desta estrutura, em 2002, sendo líder José Manuel Durão Barroso, e, novamente, em 2004, na liderança de Pedro Miguel de Santana Lopes.
Foi Ministro da Presidência, com Durão Barroso (XV Governo Constitucional, 2002-2004), e Ministro de Estado e da Presidência, com Santana Lopes (XVI Governo Constitucional, 2004-2005).
Por nomeação publica, foi ainda membro da Comissão Nacional de Proteção de Dados Pessoais, representante de Portugal na Autoridade de Controlo Comum do Espaço Schengen e vogal do Conselho Superior do Ministério Público, eleito pela Assembleia da República.
Sob a liderança de Manuela Ferreira Leite, entre 2008 e 2010, foi presidente do Conselho de Jurisdição Nacional do PSD. De seguida, apoiou a candidatura de Paulo Rangel nas eleições diretas do mesmo partido em 2010; Rangel viria a perder para Passos Coelho nessas eleições.
É comentador político na SIC Notícias, na RTP e na TSF.
A 5 de outubro de 2023, foi agraciado com o grau de Grande Oficial da Ordem do Infante D. Henrique.
Desde agosto de 2024, é presidente da Fundação Luso-Americana para o mandato 2024-2029.

## Funções governamentais exercidas
- XV Governo Constitucional
  - Ministro da Presidência
- XVI Governo Constitucional
  - Ministro de Estado e da Presidência

## Família
É o terceiro filho e terceiro varão de João Vilaça de Morais Sarmento (Lisboa, São Sebastião da Pedreira, 12 de Abril de 1932) - pertencente à família Botelho de Morais Sarmento, dos Guardas-Mores do Sal de Setúbal de juro e herdade, Licenciado em Engenharia Química (IST e Universidade de Louvain, Bélgica) e Administrador de Empresas, e de sua primeira mulher (Lisboa, 21 de Julho de 1956) Maria Madalena de Miranda Ferrão de Albuquerque (Lisboa, São Jorge de Arroios, 4 de Novembro de 1931 - Cascais, Cascais, 21 de Abril de 2014). É bisneto, ainda, pelo lado paterno, do Par do Reino António Eduardo Vilaça, que foi Ministro dos Negócios Estrangeiros, várias vezes, dos Reis D. Carlos I de Portugal e D. Manuel II de Portugal.

### Casamento e descendência
Casou em Óbidos, na Quinta das Gaeiras, a 9 de Julho de 1988 com Ana Filipa de Moser Lupi (Lisboa, Lapa, 19 de Abril de 1960), 5.ª neta dum Italiano, neta materna duma Judia Sefardita, 5.ª neta do 1.º Visconde do Cartaxo, sobrinha-5.ª-neta do 1.º Conde da Póvoa e 1.º Barão de Teixeira e bisneta do 2.º Conde de Moser, da qual se divorciou em Fevereiro de 2016 e de quem tem um filho e uma filha: 
- Francisco de Moser Lupi de Morais Sarmento (27 de dezembro de 1991)
- Madalena Maria de Moser Lupi de Morais Sarmento (12 de março de 1996)